# Lipowa (Marcówka)
Lipowa – część wsi Marcówka w Polsce położona w województwie małopolskim, w powiecie suskim, w gminie Zembrzyce.
W latach 1975–1998 miejscowość administracyjnie należała do województwa bielskiego.